# Litoria fallax
La rana arbórea enana (Litoria fallax) es una especie de anfibio anuro del género Litoria de la familia Hylidae.

## Distribución geográfica
Es originaria de Ulladulla, en Cairns, Australia.
Una rana adulta mide 2.5 cm de largo.  Tiene color verde brillante o bronce con marcas verdes.  Son rayas bronces de su nariz por el cuerpo.  Tiene piel blanca en su vientre y piel aranjada en sus patas.  Sus patas delanteras son parcialmente palmeadas y sus patas traseras son más palmeadas.  Hay pequeños discos en sus dedos para escalar.
Las ranas viven en grandes grupos en plantas cerca de cuerpos de agua, como pantanos y estanques o cerca de presas.
Esta rana pone huevos cerca de la superficie del agua. Los renacuajos pueden tener 5 cm de largo y tomar entre dos y cinco meses para convertirse en adultos. A diferencia de la mayoría de las ranas, la rana arbórea enana oriental puede poner huevos en cualquier época del año.